# Strada statale 88 (Polonia)
La strada statale 88 (sigla DK 88, in polacco droga krajowa 88) è una strada statale polacca che attraversa il Paese da Strzelce Opolskie a Bytom.